# Wybory prezydenckie w Stanach Zjednoczonych w Kalifornii w 2024 roku
Wybory prezydenckie w Stanach Zjednoczonych w Kalifornii w 2024 roku – odbyły się 5 listopada 2024 jako część 60. wyborów prezydenckich, w których wzięło udział wszystkie 50 stanów oraz Dystrykt Kolumbii.
Wyborcy w Kalifornii wybrali elektorów, aby reprezentowali ich w głosowaniu powszechnym w kolegium elektorskim.
Kalifornia została zdobyta przez kandydata demokratów – ówczesną wiceprezydent Kamalę Harris.
| 2020← 5 XI 2024 →2028 |                                                                                          |                                                                                       |
| --- | ---------------------------------------------------------------------------------------- | ------------------------------------------------------------------------------------- |
| - Kandydat na prezydenta - Partia polityczna - Stan macierzysty - Kandydat na wiceprezydenta - Głosy elektorskie - Głosy powszechne - Wyniki procentowe | - Kamala Harris - Partia Demokratyczna - Kalifornia - Tim Walz - 54 - 9,276,179 - 58.47% | - Donald Trump - Partia Republikańska - Floryda - J.D. Vance - 0 - 6,081,697 - 38.33% |